# Grézieu-la-Varenne
Grézieu-la-Varenne és un municipi francès situat al departament del Roine i a la regió d'Alvèrnia-Roine-Alps. L'any 2007 tenia 4.751 habitants.

## Demografia

### Població
El 2007 la població de fet de Grézieu-la-Varenne era de 4.751 persones. Hi havia 1.823 famílies de les quals 456 eren unipersonals (153 homes vivint sols i 303 dones vivint soles), 544 parelles sense fills, 681 parelles amb fills i 142 famílies monoparentals amb fills.
La població ha evolucionat segons el següent gràfic:
Habitants censats

### Habitatges
El 2007 hi havia 1.961 habitatges, 1.859 eren l'habitatge principal de la família, 31 eren segones residències i 72 estaven desocupats. 1.359 eren cases i 594 eren apartaments. Dels 1.859 habitatges principals, 1.304 estaven ocupats pels seus propietaris, 522 estaven llogats i ocupats pels llogaters i 32 estaven cedits a títol gratuït; 31 tenien una cambra, 165 en tenien dues, 307 en tenien tres, 452 en tenien quatre i 903 en tenien cinc o més. 1.556 habitatges disposaven pel capbaix d'una plaça de pàrquing. A 776 habitatges hi havia un automòbil i a 968 n'hi havia dos o més.

### Piràmide de població
La piràmide de població per edats i sexe el 2009 era:
| Homes | Edats   | Dones |
| ----- | ------- | ----- |
| 0     | 95 o +  | 8     |
| 4     | 90 a 94 | 48    |
| 8     | 85 a 89 | 68    |
| 28    | 80 a 84 | 44    |
| 44    | 75 a 79 | 60    |
| 80    | 70 a 74 | 96    |
| 112   | 65 a 69 | 92    |
| 92    | 60 a 64 | 112   |
| 136   | 55 a 59 | 92    |
| 128   | 50 a 54 | 168   |
| 140   | 45 a 49 | 116   |
| 172   | 40 a 44 | 136   |
| 140   | 35 a 39 | 168   |
| 176   | 30 a 34 | 152   |
| 132   | 25 a 29 | 108   |
| 137   | 20 a 24 | 100   |
| 148   | 15 a 19 | 137   |
| 104   | 10 a 14 | 144   |
| 128   | 5 a 9   | 196   |
| 128   | 0 a 4   | 108   |

## Economia
El 2007 la població en edat de treballar era de 3.021 persones, 2.280 eren actives i 741 eren inactives. De les 2.280 persones actives 2.189 estaven ocupades (1.111 homes i 1.078 dones) i 90 estaven aturades (40 homes i 50 dones). De les 741 persones inactives 262 estaven jubilades, 315 estaven estudiant i 164 estaven classificades com a «altres inactius».

### Ingressos
El 2009 a Grézieu-la-Varenne hi havia 1.908 unitats fiscals que integraven 4.918 persones, la mediana anual d'ingressos fiscals per persona era de 23.927 €.

### Activitats econòmiques
Dels 229 establiments que hi havia el 2007, 1 era d'una empresa extractiva, 4 d'empreses alimentàries, 2 d'empreses de fabricació de material elèctric, 15 d'empreses de fabricació d'altres productes industrials, 33 d'empreses de construcció, 50 d'empreses de comerç i reparació d'automòbils, 2 d'empreses de transport, 7 d'empreses d'hostatgeria i restauració, 11 d'empreses d'informació i comunicació, 6 d'empreses financeres, 9 d'empreses immobiliàries, 41 d'empreses de serveis, 35 d'entitats de l'administració pública i 13 d'empreses classificades com a «altres activitats de serveis».
Dels 50 establiments de servei als particulars que hi havia el 2009, 1 era una oficina de correu, 7 tallers de reparació d'automòbils i de material agrícola, 4 paletes, 3 guixaires pintors, 12 fusteries, 5 lampisteries, 3 electricistes, 4 perruqueries, 5 restaurants, 3 agències immobiliàries, 1 tintoreria i 2 salons de bellesa.
Dels 14 establiments comercials que hi havia el 2009, 1 era un hipermercat, 1 una botiga de menys de 120 m², 4 fleques, 1 una carnisseria, 1 una llibreria, 1 una botiga de roba, 3 botigues d'equipament de la llar, 1 una joieria i 1 una floristeria.
L'any 2000 a Grézieu-la-Varenne hi havia 18 explotacions agrícoles que ocupaven un total de 108 hectàrees.

## Equipaments sanitaris i escolars
El 2009 hi havia 2 farmàcies i 1 ambulància.
El 2009 hi havia 1 escola maternal i 1 escola elemental.

## Poblacions més properes
El següent diagrama mostra les poblacions més properes.